# Franz Nauber
Franz Nauber (* 9. Januar 1911 in Kranichfeld; † 27. August 2001 in München) war ein deutscher Hornist.

## Biographie
Franz Naubers Vater war Korbmachermeister und Bauer in der Korbmacherstadt Kranichfeld. Seine Ausbildung zum Hornisten erhielt er von September 1928 bis Ostern 1934 an der Staatlichen Hochschule für Musik Weimar, wo Georg Seidel sein Lehrer war.
Nach Abschluss seines Studiums erhielt er erste saisonale Anstellungen in Kurorchestern in Bad Elster und Bad Steben. Im September 1936 wurde Franz Nauber als 1. Hornist an die Landeskapelle Meiningen (nach dem Zweiten Weltkrieg „Orchester des Meininger Theaters“) engagiert. Unterbrochen durch die 1940 erfolgte Einberufung zur Wehrmacht gehörte Franz Nauber, 1964 ausgezeichnet mit dem Titel Kammermusiker, bis Dezember 1976 diesem Orchester an.
Nauber gab sein Wissen über das Hornspiel im Unterricht weiter. Peter Damm ist sein bekanntester Schüler.
Franz Nauber (1876–1954) ist der Onkel von Franz Nauber. Er studierte ebenfalls in Weimar und war in Köln tätig.
| Personendaten    | Personendaten     |
| ---------------- | ----------------- |
| NAME             | Nauber, Franz     |
| KURZBESCHREIBUNG | deutscher Hornist |
| GEBURTSDATUM     | 9. Januar 1911    |
| GEBURTSORT       | Kranichfeld       |
| STERBEDATUM      | 27. August 2001   |
| STERBEORT        | München           |